# Playa de Gulpiyuri
La playa de Gulpiyuri es una pequeña playa situada en el concejo de Llanes, al norte del pueblo de Naves (Asturias, España).
Fue declarada monumento natural el 26 de diciembre de 2001, además de formar parte del Paisaje Protegido de la Costa Oriental de Asturias. Sólo se puede acceder caminando desde la playa de San Antolín o desde Naves y su aislamiento ha permitido la relativamente buena conservación de esta pequeña y delicada joya natural. La profundidad y el tamaño de la zona de agua no permite más que poder remojarse tumbados, pero está bien protegida del viento.

## Descripción
Se trata de una pequeña playa de mar que tiene la peculiaridad de situarse tierra adentro, entre verdes prados agrícolas. En una costa acantilada de roca caliza el mar fue creando una cueva hacia el interior y el fondo de la cueva se hundió, (un fenómeno kárstico conocido como dolina), dejando un pequeño hueco circular de unos 50 m de diámetro que se sitúa a 100 m de la costa. Este hundimiento sigue conectado con la costa y entra el agua de mar, notándose también las mareas y disponiendo de una playa de fina arena. Este origen está relacionado con los cercanos Bufones de Arenillas, también relacionado con el modelado kárstico de la costa asturiana. 
Se accede por un desvío de la autopista, por un camino de tierra, y suele estar muy concurrida. Hay un amplio aparcamiento a 200 metros. La policía local pasa cada treinta minutos y multa a todos los coches aparcados fuera de éste y en los caminos aledaños. Entre el aparcamiento y la playa hay un chiringuito.

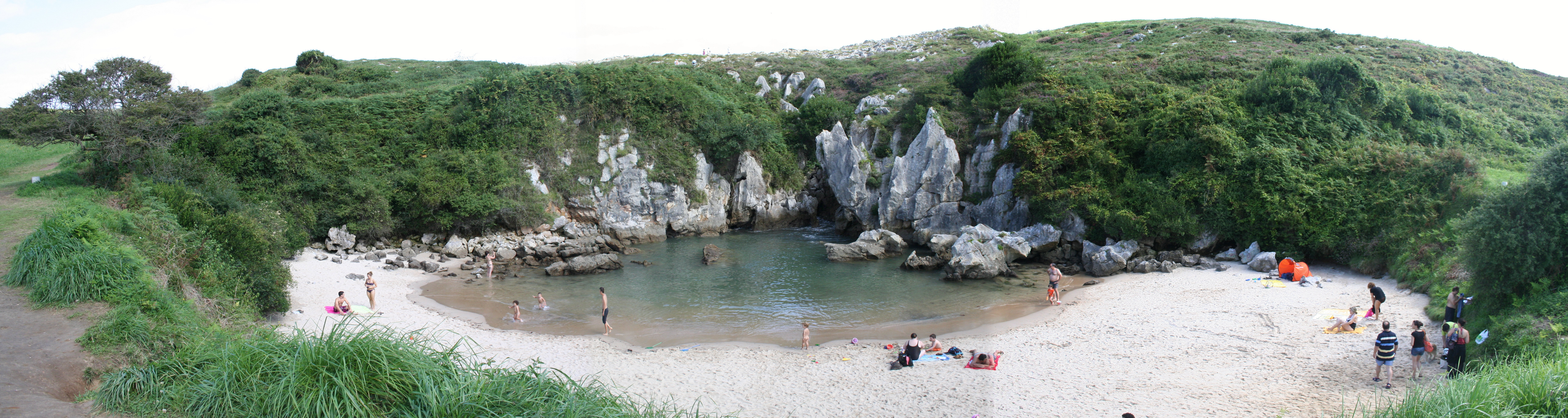
La playa de Gulpiyuri con marea alta